# Briec
Briec (en bretó Brieg) és un municipi francès, situat a la regió de Bretanya, al departament de Finisterre. L'any 2006 tenia 5.222 habitants. A l'inici del curs 2007 el 5,5% dels alumnes del municipi eren matriculats a la primària bilingüe. El consell municipal ha aprovat la carta Ya d'ar brezhoneg.

## Demografia
| 1962                                       | 1968  | 1975  | 1982  | 1990  | 1999  |
| ------------------------------------------ | ----- | ----- | ----- | ----- | ----- |
| 3.425                                      | 3.436 | 3.744 | 4.587 | 4.546 | 4.603 |
| Des de 1962: població sense dobles comptes |       |       |       |       |       |

## Administració
| Període   | Identitat         | Partit |
| --------- | ----------------- | ------ |
| 1929-1941 | Hervé Merour      |        |
| 1941-1945 | Jean Pennarun     |        |
| 1945-1959 | Yves Le Page      |        |
| 1959-1981 | Pierre Stephan    |        |
| 1981-1989 | François Rolland  |        |
| 1989-2001 | Joseph Bernard    |        |
| 2001-     | Jean-Paul Le Pann | PS     |